# 杉科
杉科 曾被认为是一个独立的科，包括下面十个属的针叶树种:
- 密叶杉属
- 柳杉属
- 杉木属
- †Cunninghamites
- 水松属
- 水杉属
- 日本金松属
- 美洲杉属
- 巨杉属
- 台湾杉属
- 落羽松属

然而，最近的研究显示，除了日本金松属之外，所有的杉科都应该并入柏科。  并没有一致的特征可以把二者区分开来，基因证据也表明二者关系密切；科学界目前广泛接受二者合并。 
日本金松属，作为唯一的例外，它的基因不同于所有其他的针叶树，现在被单独划分到一个科， 即日本金松科。
现在，属于之前杉科下的几个属被提议划分到柏科的亚科下：
- Athrotaxidoideae Quinn (Athrotaxis)
- Cunninghamioideae (Sieb. & Zucc.) Quinn (Cunninghamia)
- Sequoioideae (Luerss) Quinn (Sequoia, Sequoiadendron, and Metasequoia)
- Taiwanioideae (Hayata) Quinn (Taiwania)
- Taxodioideae Endl. ex K. Koch (Taxodium, Glyptostrobus, and Cryptomeria) （页面存档备份，存于）

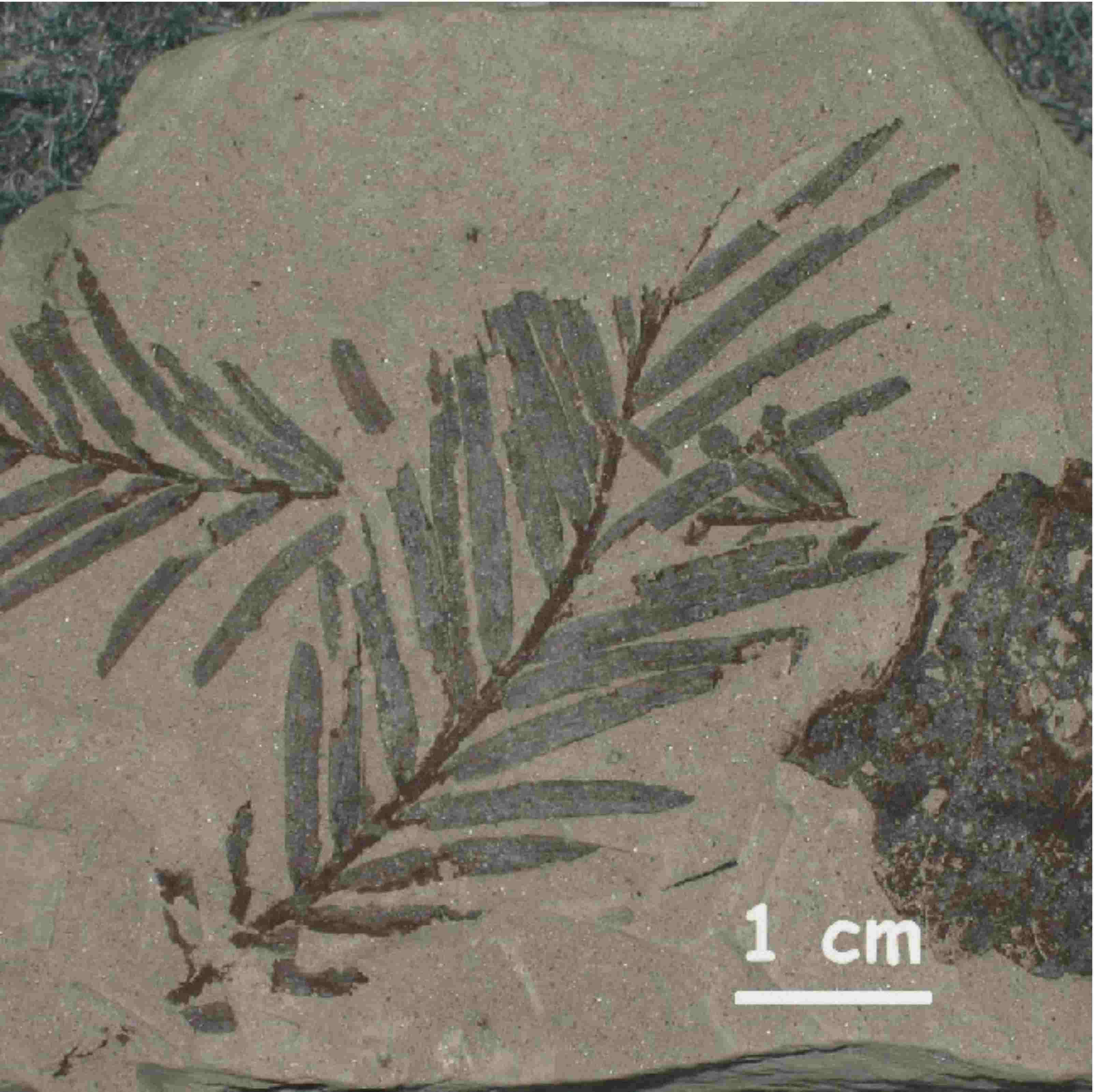
Taxodium dubium 的叶子，8万年前， 汉巴赫 褐煤露天矿，德国

杉科曾经在地球上分布广泛。 它们从侏罗纪就存在，而且在第三纪 的岩层中可以发现它们的化石。
- Taxodioideae
- Gymnosperm数据库柏科 （页面存档备份，存于）
- Gymnosperm数据库-Sciadopityaceae （页面存档备份，存于）